# Betty Dodson
Betty Dodson (ur. 24 sierpnia 1929 w Wichita, Kansas, zm. 31 października 2020) – amerykańska edukatorka seksualna, artystka, autorka książek na temat seksualności.

## Życiorys
W latach 50. przeniosła się do Nowego Jorku, by studiować na uczelni artystycznej. W 1959 roku wyszła za mąż, jej małżeństwo było nieudane i zakończyło się rozwodem.
Jej pierwsza wystawa odbyła się w 1968 roku w galerii Wickersham w Nowym Jorku, tematem rysunków erotycznych był seks par heteroseksualnych. W 1970 zorganizowała kolejną wystawę swoich rysunków przedstawiających masturbujące się kobiety. W 1972 roku rozpoczęła organizowanie warsztatów z edukacji seksualnej dla kobiet w Nowym Jorku. Warsztaty zostały później nazwane Bodysex Groups. Podczas warsztatów kobiety masturbowały się wspólnie w 13 osobowych grupkach.
W 1973 roku miała wystawę w International Museum of Erotic Art, w ramach której muzeum sprzedawało jej wydaną własnym nakładem monografie Uwalniając masturbacje (ang. Liberating Masturbation). Publikacja zawierała rysunki kobiecych genitaliów i zawierała szczegółowe instrukcje na temat tego, jak kobiety powinny się masturbować, by osiągnąć jak największą przyjemność. Pod wpływem książki edukatorki seksualne na Uniwersytecie Kalifornijskim w Berkeley rozpoczęły leczenie anorgazmii poprzez masturbacje. Książka była też używana jako materiał edukacyjny w grupach feministycznych w USA.
W 1974 roku opublikowała artykuł na temat masturbacji w popularnym czasopiśmie Ms. Argumentowała w nim, że emancypacja seksualna jest istotnym elementem emancypacji kobiet a kluczowym elementem emancypacji seksualnej i destrukcji tradycyjnych ról płciowych jest masturbacja. Artykuł okazał się niezwykle popularny i stał się zalążkiem późniejszej książki Liberating Masturbation.
W 1992 roku otrzymała doktorat na Institute for Advanced Study of Human Sexuality w San Francisco.
1 listopada 2020 Carlin Ross (wspólniczka) ogłosiła na Facebooku, że Betty Dodson zmarła 31 października 2020.

## Publikacje
- Liberating masturbation: A meditation on Selflove (1974) – od 1986 książka wydawana pod tytułem Sex for One: The Joy of Selfloving[8]
- Orgasms for Two: The Joy of Partner Sex (2002)[8]